# Chananon Wisetbamrungcharoen
Chananon Wisetbamrungcharoen (thailändisch ชนนนท์ วิเศษบำรุงเจริญ, * 25. Mai 1998), auch als Ball bekannt, ist ein thailändischer Fußballspieler.

## Karriere
Chananon Wisetbamrungcharoen erlernte das Fußballspielen in der Jugendmannschaft vom Assumption United FC in der thailändischen Hauptstadt Bangkok. Von Assumption ging er zu Muangthong United. Hier stand er bis Ende 2019 unter Vertrag. Der Verein aus Pak Kret, einem nördlichen Vorort der Hauptstadt Bangkok, spielte in der ersten Liga. Hier kam er jedoch nicht zum Einsatz. Am 1. Januar 2020 wechselte er zum Udon Thani FC. Der Verein aus Udon Thani spielte in der zweiten Liga des Landes, der Thai League 2. Sein Zweitligadebüt für Udon Thani gab er am 24. Oktober 2020 (11. Spieltag) im Heimspiel gegen den Ayutthaya United FC. Hier wurde er in der 78. Minute für Thepwirun Chatkittirot eingewechselt. Für Udon Thani absolvierte er 15 Zweitligaspiele. Am 30. August 2021 verpflichtete ihn der Zweitligist Ayutthaya United FC. Für den Zweitligisten aus Ayutthaya bestritt er 20 Zweitligaspiele. Ende August 2022 wechselte er in die dritte Liga. Hier nahm ihn der in der Southern Region spielende Trang FC unter Vertrag. Für den Verein aus Trang bestritt er acht Drittligaspiele. Zur Rückrunde wechselte er im Januar 2023 zum Ligarivalen Muangtrang United FC. Hier kam er elfmal in der Liga zum Einsatz. Zu Beginn der Saison 2023/24 wechselte er im Sommer 2023 zum Zweitligisten Krabi FC. Am Ende der Saison 2023/24 belegte er mit dem Klub aus Krabi den letzten Tabellenplatz und musste somit in die dritte Liga absteigen. Nach einer Spielzeit, in der 27 Ligaspiele bestritt, wechselte er im Sommer 2024 wieder zu seinem ehemaligen Verein Muangtrang United FC.